# ايمانويل بورغز
ايمانويل بورغز (بالبرتغالية: Emanuel Borges‏) هو مجدف برازيلي، ولد في 1 ديسمبر 1987.

## وصلات خارجية
- ايمانويل بورغز على موقع الاتحاد الدولي للتجديف (الإنجليزية)